# Comité national pour la libération des détenus
Le Comité national pour la libération des détenus ou CNLD est une association algérienne créée le 26 août 2019, pendant le Hirak,, pour obtenir la libération des Prisonniers politiques et d'opinion.
Au 8 février 2020, le CNLD dénombre 1 345 cas de poursuites judiciaires à l'encontre des manifestants du Hirak. Malgré les mesures sanitaires imposées par la pandémie de Covid-19 et la trêve observée par le Hirak, le pouvoir algérien poursuit une vaste campagne d'arrestations et d'intimidations des activistes conduisant à une forte sollicitation du CNLD,.

## Création et composition
Le Comité national pour la libération des détenus est fondé le 26 août 2019 par des avocats, des familles de prisonniers politiques et d'opinion, des militants associatifs des droits humains et des intellectuels. Le coordinateur du CNLD au moment de sa création est Kaci Tansaout.
Le CNLD peut compter sur des dizaines d'avocats bénévoles qui sillonnent le vaste territoire algérien et s'inscrivent dans une longue tradition militante de lutte pour les droits humains et pour l'indépendance de la justice remontant à la Guerre de libération nationale et aux mouvements du Printemps berbère et du Printemps noir,. 
Parmi ces avocats, plusieurs sont des personnalités politiques et figures du Hirak à l'image de Me Mostefa Bouchachi (ex-président de la LADDH et ancien député FFS), Me Abdelghani Badi, Me Zoubida Assoul (président de l'UCP), Me Noureddine Benissad (président de la LADDH), Me Nabila Smail (élue FFS de l'APW de Tizi Ouzou) ou encore Me Fetta Sadat (députée RCD).

## Fonctionnement
Le CNLD comporte des commissions juridique, de solidarité et de communication,,. Le CNLD tient pour « principe » la publication des informations aux publics nationaux et internationaux concernant « toute arrestation ou interpellation ou dépassement ».
Par le biais de sa page officielle sur Facebook, l'association publie des communiqués, des alertes concernant des arrestations ou la tenue de procès, et tient à jour une liste nominative des détenus d'opinion. Kaci Tansaout constate une forte solidarité bénévole de la part des avocats, des psychologues et des personnels médicaux.

## Combat pour la libération des détenu(e)s d'opinion

### Avant l'élection présidentielle du 12/12/2019
Lors de la création du CNLD, le 26 août 2019, son coordinateur, Kaci Tansaout évalue à 42 le nombre de détenus d'opinion à Alger, et indique que les autorités n'ont fourni aucune information concernant la tenue et la date des procès. Tansaout juge illégales les détentions et les voit comme « moyen de chantage » du gouvernement pour faire accepter aux manifestant-e-s du Hirak la tenue de l'élection présidentielle du 12 décembre 2019.
À la suite du discours du général Ahmed Gaïd Salah, le 19 juin 2019, dans lequel il fait savoir qu'aucun autre drapeau que l'emblème national ne serait toléré dans les défilés de contestation,, la justice algérienne poursuit de nombreux détenus pour « atteinte à l'unité nationale » pour le port du drapeau amazigh pendant des manifestations du Hirak. Au niveau de la seule ville d'Alger, le CNLD estime que 40 personnes sont détenues pour port du drapeau berbère. Mais les arrestations ne se limitent pas à la capitale. A titre d'exemple, l'arrestation le 5 juillet 2019 à Mostaganem de Hakim Aissi pour port de l'emblème amazigh. A son procès, il risquait 10 ans de prison pour « atteinte à l'unité nationale ». Défendu par les avocats bénévoles du CNLD, il sera finalement acquitté le 9 septembre 2019. A Oran, en septembre 2019, c'est le simple port du maillot de l'équipe de football de la JSK (principal club sportif de Kabylie) qui conduit un manifestant, Lounès Ayad, derrière les barreaux. Lors de son procès, le procureur requiert à son encontre une peine de 6 mois de prison ferme,.
Le 5 octobre 2019, un rassemblement commémorant les événements du 5 octobre 1988 est réprimé. De nombreux activistes, dont des membres du CNLD, sont arrêtés. Parmi eux, l'avocate Aouicha Bakhti et le journaliste Khaled Drareni. Le CNLD dénonce des harcèlements, « une opération de chasse à l'homme », de « véritables kidnappings » des membres du CNLD, du Rassemblement actions jeunesse (RAJ), du Réseau de lutte contre la répression et des parents des détenus. Le CNLD estime que la vague de répression cible particulièrement les avocats et les journalistes indépendants.
A l'approche du rendez-vous électoral contesté du 12/12/2019, Kaci Tansaout estime que la politique répressive des autorités a pour but de provoquer une réaction violente des manifestant-e-s et justifier ainsi un renforcement de la répression, dont la mise en œuvre de « l’État d’exception, tant recherchée par [le chef d'État-Major] Gaïd Salah ».

### Au lendemain de l'élection présidentielle du 12/12/2019
En dépit de l'élection d'Abdelmadjid Tebboune et de ses promesses de main tendue au Hirak, Kaci Tansaout prédit une poursuite de la politique de répression du pouvoir algérien, ajoutant que le CNLD avait recensé 1 200 interpellations au cours des trois journées du 11 au 13 décembre 2019. Il voit « l'armée [restant] toujours aux commandes des décisions politiques. » 
Le 20 décembre 2019, Farid Hami, membre du CNLD, est « kidnappé à Alger en marge d'une marche » et libéré par la suite, ceci est interprété par Tansaout comme un signe d'intimidation de la part des services de sécurité. La libération de plusieurs dizaines de détenus d'opinion au cours des semaines suivantes sur instruction du président Tebboune est interprété par le CNLD comme « un moyen pour essayer de gagner la rue, ».
Ces libérations ont lieu en plusieurs vagues. Treize détenus arrêtés au mois de juin et septembre sont libérés le 24 décembre 2019. Le lendemain (25 décembre). ce sont cinq détenus qui quittent la prison d'El Harrach après réduction de leur peine par la Cour d'Alger, parmi eux Aala Derouiche, jeune d'origine palestinienne arrêté pour port du drapeau berbère. Le 30 décembre, neuf détenus sont condamnés à deux mois de prison avec sursis d'après le CNLD. Parmi eux, quatre retrouvent la liberté. Cinq autres qui étaient sous contrôle judiciaire sont acquittés. Quatre détenus, Samira Messouci, Amokrane Challal, Elhadi Kichou et Mustapha Aouissi, sont libérés le même jour, après avoir purgé leur peine de six mois pour « port du drapeau amazigh ».
Le 2 janvier 2020, Mostefa Bouchachi, annonce la libération de Lakhdar Bouregaa et le CNLD annoncent la libération du caricaturiste Nime (en prison depuis le 26 novembre 2019 et condamné le 11 décembre 2019 à un an de prison dont trois mois ferme) ainsi que celle du journaliste Abdelmoundji Khelladi ainsi que le libération de 18 détenus de la prison d'El Harrach, de trois à Sidi M'Hamed, d'un à Bourmerdès, d'un journaliste à Constantine et de l'ensemble des détenus à El Oued. Cependant, ce ne sont tous les détenus d'opinion qui bénéficient de ces mesures d'apaisement post-électorales. A titre d'exemple, l'activiste Hadj Ghermoul — l'un des premiers à manifester contre le cinquième mandat de Bouteflika fin janvier 2019 — est condamné le 7 février 2020 à 18 mois de prison ferme avec amende.
En février 2020, au moment où les algériens célèbrent le premier anniversaire du Hirak, le régime semble tourner la page de l'apaisement et multiplie les arrestations et les condamnations judiciaires. Le CNLD dénonce le cas de "Khalti Baya", manifestante âgée, atteinte d'un cancer, embarquée par les forces de sécurité et abandonnée sur l'autoroute à plusieurs dizaines de kilomètres de chez elle. La volonté des manifestants de s'approprier la journée du samedi comme nouveau jour de contestation rencontre une opposition brutale des forces de sécurité. Le Premier ministre algérien, Abdelaziz Djerad, condamne « l'occupation excessive de la voie publique » par les manifestants et estime que la solution passe par la révision constitutionnelle annoncée par le Président Tebboune. Une réforme de la Constitution qualifiée de « non-événement » par Amina Haddad, membre du CNLD. Cette dernière sera d'ailleurs interpellée lors d'une marche du samedi, en compagnie du journaliste Khaled Drareni.

### Durant la pandémie de Covid-19
Face à l'émergence de cas de Covid-19 en Algérie, de nombreuses personnalités du Hirak, dont des membres du CNLD, appellent à une « trêve sanitaire » dans l'organisation des actions de protestation,.Profitant de l'arrêt des manifestations, le pouvoir algérien saisit l'occasion pour accentuer la répression et s'empresse de faire adopter une loi criminalisant la diffusion de « fausses informations », une démarche dont l'objectif serait de museler les réseaux sociaux et la liberté de la presse selon RSF. Le CNLD déplore la multiplication des convocations d'activistes par la police, des placements en garde à vue et arrestations de simples citoyens pour avoir des publications sur Facebook. 

### Dénonciations des conditions de détention
Le CNLD dénonce régulièrement les mauvaises conditions de détention des prisonniers politiques dont la mise à l'isolement de certains, la surcharge des cellules et le manque d'eau potable y compris en période caniculaire,. L'association a attiré l'attention de l'opinion publique sur plusieurs cas emblématiques tels que celui de Bilal Ziane, détenu atteint d'un cancer et suivant une chimiothérapie.
Autre cas, celui de Samira Messouci, élue RCD de l'APW de Tizi Ouzou, qui s'est vue refuser l'accès à l'infirmerie de la prison tant qu'elle ne porte pas le hijab. Même après avoir porté un foulard kabyle traditionnel (amendil), son accès aux soins a été rejeté,. Après avoir quitté la prison d'El Harrach, l'ex-détenu d'opinion, Messaoud Leftissi, a témoigné des conditions « inhumaines » de sa détention en termes de nourriture, d'accès aux soins et d’hébergement.
Maîtres Abdelghani Badi et Mohamed Kerma, avocats membres du CNLD, ont également tiré la sonnette d'alarme concernant le sort du blogueur Abdellah Benaoum, craignant une mort en prison à l'instar de Mohamed Tamalt et Kamel Eddine Fekhar,. Abdellah Benaoum sera libéré en juin 2019 après une longue grève de la faim. De nouveau arrêté quelques mois plus tard, il est actuellement en détention. Du côté des autorités algériennes, le ministre de la justice, Belkacem Zeghmati, a qualifié de « mensongères » les accusations du CNLD concernant les conditions de détention des prisonniers politiques.

### Entrave à la liberté de réunion
En mars 2024, la tenue de deux conférences organisées par l'association est empêchée par les autorités.

## Combat pour l’indépendance de la justice et procès emblématiques
Dès sa création, le CNLD prend position contre l'instrumentalisation de la justice algérienne par le pouvoir politique. Le comité dénonce le comportement de certains magistrats, accusés de « décourager les avocats » de se déplacer aux audiences en les informant par SMS au dernier moment de la comparution des détenus et « d'attendre des ordres venus d'en haut pour prendre une décision.». Cette accusation de « justice du téléphone » est fortement contestée par le gouvernement algérien et par l'armée qui affirment que la justice algérienne agit en toute indépendance,.